# 海石湾镇
海石湾镇，是中华人民共和国甘肃省兰州市红古区下辖的一个乡镇级行政单位。

## 行政区划
海石湾镇下辖以下地区：
火车站社区、大通路社区、西苑社区、海石村和虎头崖村。